# 佩卡姆
佩卡姆（英語：Peckham）是位於英國倫敦東南部的一個地區。佩卡姆位於查令十字東南3.5英里（5.6）處。據2011年人口普查，佩卡姆有人口11,381人。